# Schoorl

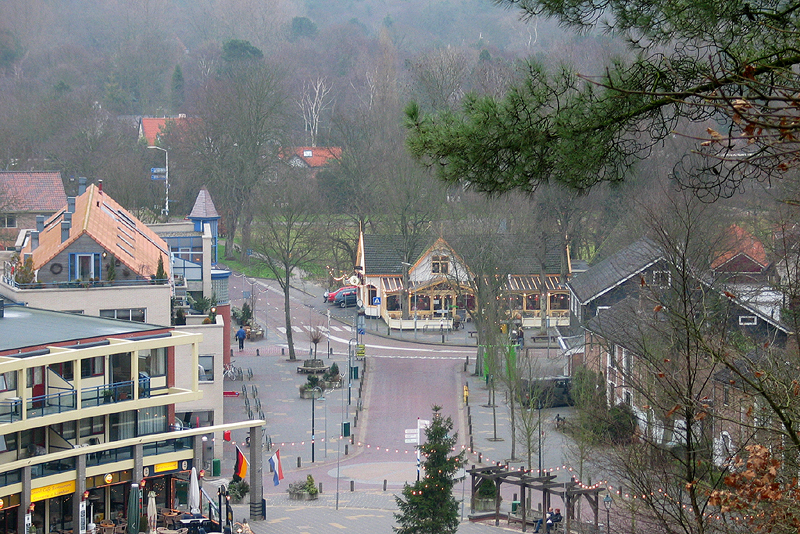
Ortszentrum im Winter

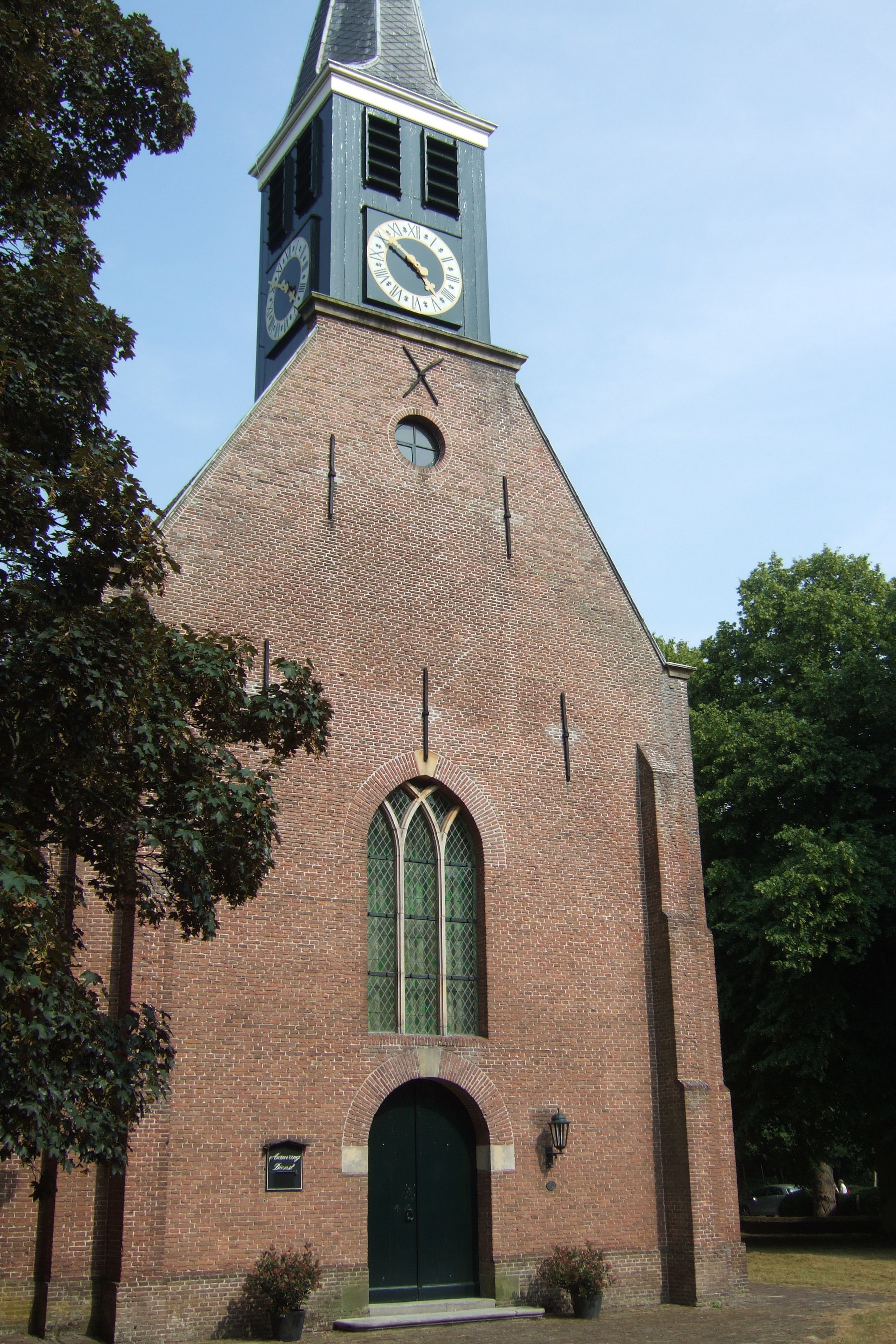
Dorfkirche von Schoorl

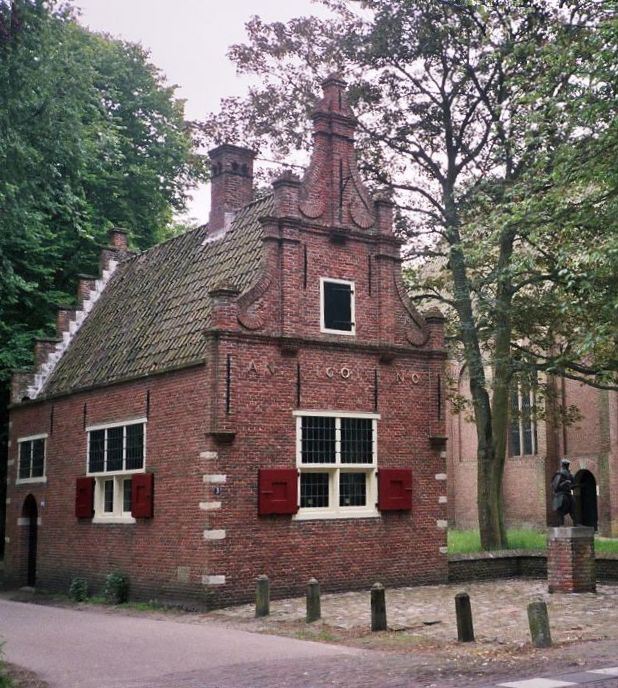
Rathaus von Schoorl

Schoorl ist ein niederländisches Dorf in der Provinz Nordholland. Der Ort gehört zur Gemeinde Bergen und hat 6.220 Einwohner (Stand 1. Januar 2024).

## Lage
Schoorl liegt circa 8 km nordwestlich von Alkmaar. Bis 2001 war Schoorl eine eigenständige Gemeinde. Das Dorf erstreckt sich auf etwa 8 km Länge mit einer maximalen Breite von 2 km. Schoorl liegt am Rande der höchsten und breitesten Dünen der Niederlande, die eine Höhe bis zu 54 Metern erreichen.

## Geschichte
Schoorl wurde bereits im 10. Jahrhundert als Scoronlo, 1094 als Scorla und im Jahre 1639 als Scorle oder  Schoorel erwähnt. Der Name deutet mit der Endung a und lo auf einen Wald und mit scor auf eine Sandbank in der Nähe eines sumpfigen Geländes hin. Letzteres ist aus dem germanischen Wort skaurna abgeleitet, was sich noch im Englischen als Shore findet.
In den Dünen von Schoorl war ab 1939 ein Armeelager eingerichtet. Im Zweiten Weltkrieg wurde das Lager bis 1941 von den deutschen Besatzern als Internierungs- und Konzentrationslager genutzt. Von hier aus wurden Juden und andere Inhaftierte in andere Lager transportiert.

## Sehenswertes
- Naturschutzgebiet „Schoorlse Duinen“, das breiteste Dünengebiet entlang der niederländischen Küste.
- Schoorl aan Zee, der Strandbereich des Ortes ist autofrei[3]
- reformierte Kirche aus dem 17. Jahrhundert
- ehemaliges Rathaus aus dem Jahre 1601

## Wirtschaft
Schoorl ist im Sommer ein Zentrum des Tourismus und bietet 25 Campingplätze in der näheren Umgebung an.

## Persönlichkeiten
- Wim Botman (* 1985), niederländischer Radrennfahrer
- Jan van Scorel (1495–1562), niederländischer Maler